# Julien Martini
Julien Joseph René Martini (* 1992) ist ein professioneller französischer Pokerspieler. Er ist vierfacher Braceletgewinner der World Series of Poker.

## Pokerkarriere

### Werdegang
Seine erste Geldplatzierung bei einem Live-Turnier erzielte Martini Anfang Juli 2014 bei der World Series of Poker (WSOP) im Rio All-Suite Hotel and Casino am Las Vegas Strip. Dort kam der Franzose beim Little One for One Drop, einem Turnier der Variante No Limit Hold’em, in die Geldränge. Ende November 2015 belegte er beim High Roller der PMU.fr WPT National in Paris den zweiten Platz, der mit 53.000 Euro bezahlt wurde. Ende April 2018 gewann Martini ein Turnier der  Elite Poker Championship im Hotel Bellagio am Las Vegas Strip mit einer Siegprämie von über 70.000 US-Dollar. Bei der WSOP 2018 setzte er sich bei einem Event in Omaha Hi-Lo 8 or Better durch und sicherte sich neben dem Hauptpreis von rund 240.000 US-Dollar ein Bracelet. Im Heads-Up spielte er gegen Kate Hoang, die er im September 2019 heiratete. Bei derselben Turnierserie erreichte der Franzose Ende Juni 2018 den Finaltisch der Razz Championship und belegte hinter Calvin Anderson und Frank Kassela den mit knapp 135.000 US-Dollar dotierten dritten Platz. Ende August 2018 wurde Martini beim National-Event der European Poker Tour in Barcelona Zweiter und erhielt ein Preisgeld von 323.000 Euro. Im Januar 2019 erreichte er den Finaltisch der PokerStars Players Championship auf den Bahamas und belegte nach verlorenem Heads-Up gegen Ramón Colillas den mit knapp 3 Millionen US-Dollar dotierten zweiten Platz. Ende Oktober 2019 wurde der Franzose beim Main Event der World Series of Poker Europe im King’s Resort in Rozvadov Siebter und erhielt mehr als 130.000 Euro. Anfang November 2019 gewann er das fünfte Event der Poker Masters im Aria Resort & Casino am Las Vegas Strip mit einer Siegprämie von 166.400 US-Dollar. Bei der World Series of Poker Europe im King’s Resort entschied Martini Ende November 2021 ein mit Short Deck gespieltes Turnier für sich und sicherte sich sein zweites Bracelet sowie rund 60.000 Euro. Drei Tage später setzte er sich bei der Turnierserie auch bei einem Event in der gemischten Variante 8-Game durch und erhielt knapp 35.000 Euro und sein drittes Bracelet. Bei der WSOP 2022, die erstmals im Bally’s Las Vegas und Paris Las Vegas ausgespielt wurde, gewann der Franzose bei der Razz Championship sein viertes Bracelet sowie den Hauptpreis von knapp 330.000 US-Dollar.
Insgesamt hat sich Martini mit Poker bei Live-Turnieren knapp 6 Millionen US-Dollar erspielt.

### Braceletübersicht
Martini kam bei der WSOP 43-mal ins Geld und gewann vier Bracelets:
| Jahr   | Buy-in   | Turnier                 | Teilnehmer | Preisgeld |
| ------ | -------- | ----------------------- | ---------- | --------- |
| 2018 E | 01.500 $ | Omaha Hi-Lo 8 or Better | 911        | 239.771 $ |
| 2021 E | 02.500 € | Short Deck              | 098        | 060.009 € |
| 2021 E | 02.000 € | 8-Game Mix              | 061        | 033.910 € |
| 2022 E | 10.000 $ | Razz Championship       | 125        | 328.906 $ |